# Joseph Klapper
Joseph Klapper (ur. 11 maja 1880 w Habelschwerdt, zm. 17 września 1967 w Erfurcie) – niemiecki filolog i etnograf, współpracownik Theodora Siebsa. W latach 1906–1929 nauczyciel w Königlische Gewerbe- und Oberrealschule (tzw. Bender Oberrealschule) – Królewskiej Szkole Rzemiosła i Wyższej Szkole Realnej przy dzisiejszej ul. Prusa we Wrocławiu. Po habilitacji na Schlesische Friedrich-Wilhelms-Universität zu Breslau z filologii łacińskiej został tam docentem w seminarium filologii romańskiej.
W obszarze zainteresowań Klappera znajdowało się zwłaszcza średniowiecze na Śląsku; publikował w Mitteilungen der Schlesischen Gesellschaft für Volkskunde („Doniesienia Śląskiego Towarzystwa Ludoznawczego”); ogłosił także w 1925 r. pracę Schlesische Volkskunde auf kulturgeschichtlicher Grundlage („Śląska etnologia na bazie kulturalno-historycznej”), a do 1. tomu Geschichte Schlesiens („Historii Śląska”) z 1938 roku opracował rozdział Schlesisches Volkstum in Mittelalter („Śląska narodowość w średniowieczu”).
Po II wojnie światowej znalazł się w Erfurcie; tam początkowo był dyrektorem szkoły, a od 1955 profesorem filologii łacińskiej, paleografii i etnografii religijnej w tamtejszym katolickim seminarium duchownym.